# Trận Sài Gòn (1955)
Trận Sài Gòn là trận đánh giữa Quân đội Quốc gia Việt Nam và quân Bình Xuyên, diễn ra từ ngày 28 tháng 4 và kết thúc ngày 24 tháng 10 năm 1955. Chiến sự diễn ra chủ yếu ở khu vực nội ô Sài Gòn - Chợ Lớn từ ngày 28 tháng 4 đến ngày 5 tháng 5, sau đó gián đoạn nhiều tháng, đến ngày 21 tháng 9 thì chính phủ tổ chức truy quét tàn quân Bình Xuyên tại Rừng Sác.
Người Pháp đã duy trì chính sách "chia để trị" đối với Việt Nam trong thời kỳ thuộc địa, dẫn đến sự tồn tại manh mún của nhiều đoàn thể chính trị, tôn giáo và các lực lượng vũ trang khác nhau. Thất bại trong chiến tranh Đông Dương trong việc chống lại Việt Minh, dẫn đến chế độ thuộc địa sụp đổ nhưng Pháp vẫn muốn tiếp tục duy trì các quyền lợi còn lại của mình ở miền Nam Việt Nam. Do đó, họ xúi giục và hậu thuẫn cho các lực lượng chống đối Ngô Đình Diệm. Các lực lượng chống Diệm muốn duy trì đặc quyền đặc lợi mà Pháp cấp cho họ trước đây, không muốn bị xóa bỏ bởi các chính sách của Diệm. Trận đánh này là cuộc chiến giữa Bình Xuyên và phe chính phủ, một trong các nỗ lực bằng quân sự của Ngô Đình Diệm trong việc thực thi chính sách tập trung, thống nhất của ông.

## Bối cảnh
Trước khi Hiệp định Genève, 1954 được ký kết, Ngô Đình Diệm là chính khách được Mỹ hậu thuẫn để lên nắm quyền trong chính phủ Quốc gia Việt Nam. Mỹ đã sắp xếp ép Quốc trưởng Bảo Đại phế truất Bửu Lộc để đưa Ngô Đình Diệm lên chức thủ tướng. Ngày 16 tháng 6 năm 1954, Diệm nhận chức. Từ khi Ngô Đình Diệm lên làm thủ tướng thì bất đồng với quốc trưởng là Bảo Đại ngày càng sâu sắc. Nhiều đoàn thể chính trị, tôn giáo, quân đội và cảnh sát đều chịu ảnh hưởng của Pháp và Bảo Đại, Thủ tướng Diệm muốn gạt bỏ ảnh hưởng của họ. Trong khi đó Bảo Đại thường bổ nhiệm người thân tín tham gia chính quyền, đồng thời là những người đối lập với Thủ tướng Diệm. Diệm không chấp nhận Lê Văn Viễn, Nguyễn Văn Hinh và Nguyễn Văn Xuân. Vào ngày 9 tháng 10 năm 1954, ông lại đặt vấn đề sáp nhập tất cả lực lượng vũ trang của tất cả giáo phái ở miền Nam vào Quân đội. Trong cuộc cải tổ nội các vào ngày 24 tháng 9 năm 1955 ông chỉ cho mời một số lãnh đạo Cao Đài và Hòa Hảo.
Tuyên bố ngày 12 tháng 3 năm 1955, Thủ tướng Diệm củng cố mục tiêu:
- Thống nhất quân đội, không thể có những lực lượng riêng biệt
- Thống nhất hành chính, không thể có địa phương tự trị
- Thống nhất tài chính, không thể cho thâu những sắc thuế do mỗi vùng tự động đặt ra

## Xung đột
Ngô Đình Diệm bắt đầu sử dụng biện pháp đánh kinh tế vào Bình Xuyên để ngăn chặn nguồn lợi tài chính của họ và làm suy yếu lực lượng thân Bảo Đại này. Vào tháng 1 năm 1955, ông cho đóng sòng bạc Kim Chung, sòng bạc Đại Thế Giới và nhà chứa Vườn Lài. Ông cam kết khoản tiền hỗ trợ để Bảy Viễn chuyển sang làm ăn chân chính. Đồng thời, trợ cấp mà Quân đội Pháp trước kia vẫn trả cho các lực lượng giáo phái giờ không được ngân sách của chính phủ quốc gia chi trả.
Ngày 4 tháng 3 năm 1955, Mặt trận thống nhứt toàn lực quốc gia thành lập, tập hợp các lực lượng chống Diệm. Ngày 21 họ ra một bản kiến nghị như một tối hậu thư bắt buộc Thủ tướng Diệm cải tổ nội các. Ngày 25, Diệm mời các đại diện mặt trận đến Dinh Độc Lập để thảo luận. Cuộc thảo luận có mặt Bảy Viễn, nhưng kết quả bế tắc. Tuy vậy đến ngày 27 tháng 3, thiếu tướng Trình Minh Thế thuộc mặt trận từ bỏ việc tham gia. Với viện dẫn ông tham gia là để hòa giải, ông chuyển sang ủng hộ Thủ tướng Diệm. Kể từ ngày 27, Diệm liên tục thay thế nhiều chức vụ trong chính phủ, bên cạnh đó nhiều người xin từ chức để phản đối.
Từ tháng 3 năm 1955, nhiều cuộc biểu tình đã nổ ra ở Sài Gòn, Huế và các tỉnh lỵ. Báo chí bắt đầu công kích Bảo Đại và biểu ngữ "Bảo Đại hại dân" được treo lên.

## Căng thẳng
Đêm 29 sáng 30 tháng 3 năm 1955, quân Bình Xuyên nổ súng vào Bộ Tổng tham mưu quân đội quốc gia tại đường Trần Hưng Đạo. Hành động này bị chính phủ xem là khiêu khích. Trong sự kiện này, lực lượng công an xung phong của Bình Xuyên bố trí tại nhiều ngã tư đường Trần Hưng Đạo, gần nhà thờ Chợ Quán, đường Kergaradec,... sau khi quăng lựu đạn vào bên trong bót cảnh sát chính phủ và Bộ Tổng tham mưu quân đội quốc gia, họ nổ súng tràn vào. Sau 1 giờ giao tranh họ bị đánh bại. Dinh Độc Lập, căn cứ của Tiểu đoàn dù số 5 và Sở quân y bị pháo kích bằng đạn 81 ly. Vài khu vực diễn ra đọ súng đến 5 giờ sáng thì chấm dứt. Quân Bình Xuyên có 5 người chết, quân chính phủ chết 5, bị thương 31.
Kể từ ngày hôm sau, cả hai bên huy động truyền thông công kích lẫn nhau. Thủ tướng Diệm tuyên bố: "sẽ trừng trị nghiêm khắc những kẻ chủ trương gây rối". Đài phát thanh của Bình Xuyên liên tục loan các thông tin công kích nặng nề Ngô Đình Diệm. Ngày 26 tháng 3, Bình Xuyên lệnh 350 công an xung phong của họ từ Đà Lạt về Sài Gòn, báo hiệu cho các cuộc tấn công lớn. Ngày 2 tháng 4, trên truyền thông, Thủ tướng Diệm đả kích nặng nề Bình Xuyên gọi họ là phản trắc, nhưng cẩn trọng không công kích Cao Đài, Hòa Hảo để dễ bề xử lý riêng Bình Xuyên sau này mà không va chạm với giáo phái khác. Ngày 6 tháng 4, phe Bình Xuyên điện tín cho Bảo Đại ở Pháp cầu viện can thiệp. Ngay sau đó, phe Thủ tướng Diệm cũng liên lạc với Bảo Đại, yêu cầu Bảo Đại "chấm dứt tình trạng phân liệt".
Ngày 12 tháng 4 năm 1955, Bình Xuyên làm lễ thượng cờ Mặt trận thống nhất toàn lực quốc gia, quyết tâm chống chính phủ. Ngày 19 tháng 4, họ xả súng tại Bộ Tổng tham mưu ở Chợ Quán, và pháo kích vào Văn phòng Tổng thanh tra quân lực. Ngày 20 tháng 4, họ và quân chính phủ giao tranh tại phía trước trường học Tôn Thọ Tường. Quân nhân chính phủ bị bắt cóc 30 người trong đó có 5 sĩ quan, được ghi nhận là mất tích. Ngày 20 tháng 4, nhà riêng đại tá Mai Hữu Xuân cũng bị một nhóm Bình Xuyên tấn công.
Ngày 26 tháng 4 năm 1955, Lai Văn Sang một người thân tín của Bảo Đại bị Thủ tướng Diệm cho thôi chức giám đốc cảnh sát và công an quốc gia, thay vào là Nguyễn Ngọc Lễ, dẫn đến ông bất mãn. Ông đã huy động công an xung phong của Bình Xuyên tấn công và chiếm đồn cảnh sát trung ương Catinat. Phe Bình Xuyên ráo riết chuẩn bị chiến sự lớn.

## Chiến sự

### Trận đánh đô thành
Trận đánh diễn ra vào ngày 28 tháng 4. Cuộc nổ súng đầu tiên xảy ra lúc 13 giờ. Theo chính phủ thì do quân Bình Xuyên bắn trước và bắn vô cớ vào một nhóm binh sĩ quốc gia khiến một binh sĩ thiệt mạng tại chỗ.
Sau đó diễn ra cuộc giao tranh giữa lực lượng lính dù quốc gia và quân Bình Xuyên tại khu nhà của trường Pétrus Ký và Cán sự công chánh. Đêm 28, một số đạn cối 81 ly bắn vào khuôn viên Dinh Độc Lập nhưng không gây thiệt hại.
Sáng ngày 29, lính dù tổ chức tấn công nhưng quân Bình Xuyên đã rút lui khỏi đây. Quân chính phủ cho bao vây các bốt ở Đa Kao và Catinat. Lực lượng công an xung phong của Bình Xuyên đã rút lui, một phần lực lượng đầu hàng.

### Trận đánh khu vực cầu Chữ Y
Trận đánh tại cầu Chữ Y diễn ra từ ngày 30 tháng 4 đến 3 tháng 5. Liên đoàn dù được bố trí dọc Kinh Đôi đối diện Chánh Hưng. Thiếu tướng Trình Minh Thế đưa Trung đoàn 60 từ Tây Ninh về đóng quân ở Khánh Hội. Quân chính phủ huy động thêm lực lượng từ các đơn vị ở Sài Gòn- Chợ Lớn và Mỹ Tho tham chiến, lần này quân chính phủ đánh trước. Họ bắn pháo binh vào quân Bình Xuyên. Một trung tá Bình Xuyên là Tư Đen thấy hỏa lực áp đảo nên đã chuẩn bị gom vũ khí để rút lui về Rừng Sác. Giao tranh diễn ra trên tuyến từ cầu Tân Thuận về cầu Chữ Y. Ngay đêm 30 tháng 4, một đại úy Bình Xuyên là Trần Huy Quang cùng một nhóm binh sĩ đầu hàng quân chính phủ.
Ngày 1 tháng 5, quân chính phủ tấn công mạnh theo hai hướng, đánh thẳng qua cầu Chữ Y, và đánh từ hướng tây nam chiếm Chánh Hưng. Quân Bình Xuyên chống cự yếu ớt. Họ bắt đầu rút lui về Rừng Sác trên 52 phương tiện đường thủy, bao gồm 30 ghe chài. Họ theo mương Chuối ra sông Xoài Rạp đến cù lao An Thới, rồi rút về Rừng Sác.
Ngày 5 tháng 5, chiến sự thật sự chấm dứt trong nội ô. Cho đến ngày 10 tháng 5, có 650 quân Bình Xuyên ra hàng. Chính phủ Quốc gia công bố thiệt hại dân thường, gồm 88 người chết, 592 người bị thương, 7.826 căn nhà bị phá hủy hoặc hư hỏng. Chiến sự ở nội ô đã khiến Bình Xuyên mất hơn một nửa lực lượng trong số 3.500 binh lính và công an xung phong. Chính phủ quốc gia còn thu 46 xe quân sự, 1 đại bác không giựt, 7 đại liên, 54 trung liên, 230 tiểu liên, 430 súng trường, 54 súng lục, 40 các bin, 8 bích kích pháo,...

### Chiến dịch Hoàng Diệu
Mãi đến tháng 9, Quân đội Quốc gia Việt Nam tổ chức Chiến dịch Hoàng Diệu, triển khai đến ngoại ô Sài Gòn, tấn công chiến khu Rừng Sác của Bình Xuyên, làm tan rã lực lượng cuối cùng 1.500 người. Bảy Viễn và một số chỉ huy của ông đã chạy ra nước ngoài. Chiến dịch Hoàng Diệu triển khai vào tháng 9 đã khiến Bình Xuyên tan rã, Bảy Viễn cùng các chỉ huy dưới quyền ông là Lai Hữu Tài, Lai Văn Sang trốn thoát. Nhưng con ông là Lê Paul và Tư Hiểu bị bắt. Sau chiến thắng này đại tá Dương Văn Minh thăng cấp lên thiếu tướng. Ngày 6 tháng 11 năm 1955, đoàn quân chính phủ chiến thắng quay về Sài Gòn.

## Hậu quả chính trị
Chiến sự bùng nổ vào ngày 28 tháng 4 khiến tình hình chính trị miền Nam căng thẳng. Ngày 29, Ngô Đình Diệm nhận được hai bức điện văn của Bảo Đại từ Cannes gửi về. Bức điện văn thứ nhất yêu cầu Thủ tướng Diệm và Thiếu tướng Lê Văn Tỵ sang Pháp ngay lập tức, để nghị bàn chính sự. Bức điện văn thứ hai, Quốc trưởng Bảo Đại bổ nhiệm Thiếu tướng Nguyễn Văn Vỹ thay Lê Văn Tỵ giữ chức tổng tư lệnh quân đội. Các bức điện khiến Bình Xuyên vui mừng. Thủ tướng Diệm triệu tập phiên họp bất thường, nhiều lãnh đạo giáo phái và tướng Trình Minh Thế đã ký tên vào văn bản phản đối yêu sách của bức điện thứ hai.
Ngày 30 tháng 4 năm 1955, trong khi Quân đội Quốc gia đang đánh nhau với quân Bình Xuyên, một Đại hội các lực lượng quốc gia được tổ chức với 200 người tham gia tại phòng Khánh tiết Sài Gòn. Họ lập kiến nghị truất phế Bảo Đại. Đồng thời lập ban thường vụ, Nguyễn Bảo Toàn trở thành chủ tịch, đại tá Hồ Hán Sơn làm phó chủ tịch, ông Nhị Lang làm tổng thư ký.
Ngày 14 tháng 10 năm 1955, một ủy ban gồm các đại diện của 15 đoàn thể mở cuộc trưng cầu dân ý phế truất quốc trưởng suy tôn thủ tướng. Ngày 18, Bảo Đại đối phó bằng việc lệnh chấm dứt nhiệm vụ Thủ tướng Diệm. Ngày 23 tháng 10, cuộc bỏ phiếu trưng cầu dân ý bắt đầu. Đến ngày 26, kết quả 5.721.735 phiếu thuận truất phế Bảo Đại và công nhận Thủ tướng Ngô Đình Diệm lên chức vị Quốc trưởng, 44.155 phiếu không hợp lệ, 131.395 người không bỏ phiếu, 63.017 phiếu không chịu truất phế.
Ngày 26 tháng 10 năm 1955, Bảo Đại bị phế truất, Ngô Đình Diệm trở thành quốc trưởng với số phiếu ủng hộ được công bố là 98%. Ông đổi tên Quốc gia Việt Nam thành Việt Nam Cộng hòa, và Quân đội Quốc gia Việt Nam được đổi tên thành Quân đội Việt Nam Cộng hòa. Ông bắt đầu tập trung quyền lực vào tay mình. Diệm bắt đầu chiến dịch loại trừ các đoàn thể độc lập và tạo ra một tổ chức gọi là Phong trào Cách mạng Quốc gia. Ngày 4 tháng 3 năm 1956, tổ chức bầu cử Quốc hội Lập hiến, các thảo luận soạn thảo hiến pháp tiến hành. Ngày 26 tháng 10 năm 1956, Tổng thống Ngô Đình Diệm ban hành Hiến pháp Việt Nam Cộng hòa.